# Alice Belaïdi

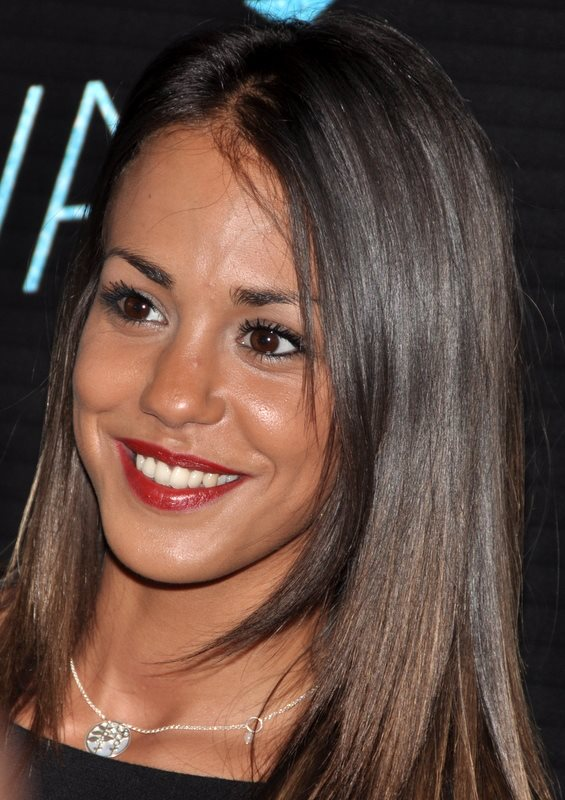
Alice Belaïdi (2012)

Alice Belaïdi (* 18. März 1987 in Nîmes) ist eine französische Schauspielerin.

## Leben
Alice Belaïdi stand bereits als Kind auf der Theaterbühne. Ihre Schauspielausbildung absolvierte sie von 1999 bis 2003 am Théâtre du Chêne noir. Anschließend spielte sie mehrere Jahre am Theater, bevor sie 2010 in dem von David Dusa inszenierten Drama Fleurs du mal neben Rachid Youcef auf der Leinwand debütierte.

## Filmografie (Auswahl)
- 2010: Fleurs du mal
- 2011: Die Taube (L’oiseau)
- 2011: De l’huile sur le feu
- 2011: Les tribulations d’une caissière
- 2012: Porn in the Hood – Die Gang ohne Bang (Les Kaïra)
- 2012: Radiostars
- 2012: Fleurs du mal
- 2012: Il était une fois... peut-être pas (Fernsehfilm)
- 2012–2016: Workingirls (Fernsehserie, 49 Episoden)
- 2013: Hôtel Normandy
- 2013: Fonzy
- 2014: Enfin te voilà! (Fernsehserie, Episode 1x13)
- 2014: French Women – Was Frauen wirklich wollen (Sous les jupes des filles)
- 2014: Maestro
- 2014: L’art de la fugue
- 2015: Les gorilles
- 2015: La Taularde
- 2015: Büro der Legenden (Le Bureau des Légendes, Fernsehserie, 5 Episoden)
- 2016: Un petit boulot
- 2016: Père fils thérapie!
- 2017: Der Aufstieg (L’Ascension)
- 2017: Mein neues bestes Stück (Si j’étais un homme)
- 2018: La monnaie de leur pièce
- 2018: Budapest
- 2018: Zeit des Aufbruchs (Le temps des égarés)
- 2018–2021: Hippocrate (Fernsehserie, 16 Episoden)
- 2019: Victor et Célia
- 2020: Terrible Jungle
- 2021: Cher Journal (Fernsehserie, Episode 1x33)
- 2022: Hommes au bord de la crise de nerfs
- 2022: Der geschenkte Freund (Le nouveau jouet)
- 2022: Classico
- 2022: Die schwarzen Schmetterlinge (Les papillons noirs, Fernsehserie, 6 Episoden)
- 2022: Le Late avec Alain Chabat (Fernsehserie, Episode 1x03)
- 2023: La plus belle pour aller danser
- 2023: Drone Games
- 2024: Was ist schon normal? (Un p’tit truc en plus)
- 2024: Le fil
- 2025: K.O.